# Парафії Гренади
Карибська острівна країна Гренада розділена на регіони, відомі як парафії.
На різний розмір і форму кожної парафії вплинуло насамперед історія острова та землі, які були надані першим поселенцям, які претендували на цю територію протягом колоніальних років острова.
Два десятиліття після того, як Барбадос був заселений, французький губернатор Мартиніки, Жак Діель дю Парке, купив Гренаду у французької компанії, а в 1650 році встановив поселення у Форт-Роял в парафії низьких земель (Ville Ft. Paroisse de la Basse Terre). За цей час були викладені парафіяльні кордони.
Французький картограф Жак-Ніколя Беллін (1703—1772) малює декілька карт острова Гренада, що показує попередні французькі парафії, і були опубліковані як Карт-де-Іль-де-ла-Гранада в Парижі 1756.
Проте, до 1763 року острів перебував під британським правлінням, а пізніше карта острова Гренада, в якій показані міста і села і поділ острова на квартали англійською мовою картографом Брайоном Едвардсом (для історії Західної Індії Дж. Кука), була викарбувана в 1818 році.
Через століття французи капітулювали перед англійцями і офіційно поступилися острову Британії в 1763 році Паризькою мирною угодою. Англійці взяли на себе церкви і, традиційно, каплиці легкої та місцевої церкви були підняті до статусу парафіяльної церкви по всьому острову, що призвело до формування нових парафій, що оточують ці нещодавно названі церкви. Шість кордонів або кордонів цих парафій, які вже добре закарбували себе серед тодішніх мешканців, просто взяли на себе їх назви.
Столиця держави - Сент-Джорджес знаходиться в парафії Сент-Джордж, і навіть до цього дня оригінальні парафіяльні прикордонні лінії ще добре визначені.
| № | Парафія                                                   | Столиця       | Площа (км²) | Населення (тис., 2001) | Густота (км²) |
| - | --------------------------------------------------------- | ------------- | ----------- | ---------------------- | ------------- |
| 1 | Сент-Ендрю                                                | Гренвілл      | 99          | 24,749                 | 249.98        |
| 2 | Сенд-Девід                                                | Сент-Девідс   | 44          | 11,486                 | 261.04        |
| 3 | Сент-Джордж                                               | Сент-Джорджес | 65          | 37,057                 | 570.10        |
| 4 | Сент-Джон                                                 | Гуяв          | 35          | 8,591                  | 245.46        |
| 5 | Сент-Марк                                                 | Вікторія      | 25          | 3,994                  | 159.76        |
| 6 | Сент-Патрік                                               | Сутерс        | 42          | 10,674                 | 254.14        |
|   | Ці два острови Гренадин, мають статус залежних територій. |               |             |                        |               |
| — | Карріаку                                                  | Гіллсборо     | 34          | 6,081                  | 178.85        |
| — | Малий Мартинік                                            | Норд-Віллидж  | 2.4         | 900                    | 375.00        |
|   |                                                           |               | 344         | 102,632                | 298.35        |

| Карріаку і Мала Мартиніка Сент-Патрік Сент-Ендрю Сент-Девід Сент- Джордж Сент-Джон Сент-Марк КАРИБСЬКЕ МОРЕ ГРЕНАДА |